# Monika Fagerholm
Monika Kristina Fagerholm, finska pisateljica,* 26. februar 1961,  Helsinki, Finska.
Fagerholmova je študirala psihologijo in književnost na univerzi v Helsinkih, kjer je leta 1987 diplomirala.

## Nagrade
- 1995 – nagrada Runeberg (Underbara kvinnor vid vatten)
- 2005 – Avgustova nagrada (Den Amerikanska flickan)
- 2020 – nagrada Nordijskega sveta za književnost (Vem dödade bambi?)